# Asociace vzdělavatelů v sociální práci
Asociace vzdělavatelů v sociální práci (zkráceně ASVSP) je dobrovolné sdružení vyšších odborných škol a vysokých škol, které nabízejí vzdělání v sociální práci v České republice. Sídlo ASVSP je v Brně, v ulici Joštova 10. ASVSP se snaží o zvyšování odborné kvality vzdělávání v sociální práci.
ASVSP je členem Evropské asociace škol sociální práce (EASSW).

## Historie
V letech 1991 až 1992 začaly vznikat minimální standardy vzdělávání v sociální práci. V těchto letech se začala scházet skupina učitelů jak z vysokých škol tak i ze sociálně právních akademií. K jejich konzultační skupině byli přizvání i zahraniční experti. ASVSP byla založena v roce 1993 s cílem zabránit tomu, aby se sociální práce vyučovala na řadě škol, které měly od činnosti sociální práce daleko. Vzdělání sociální práce nabízely například stavební průmyslové školy.[zdroj?]
Prvním cílem asociace bylo prosazení standardů a pomoc školám při jejich splňování. Chtěla školám také poskytovat konzultace, ale toho byla schopna až o několik let později.

## Základní cíle ASVSP
Základním cílem asociace je zvyšování odborné kvality vzdělávání v sociální práci na území ČR. Nástrojem jsou minimální standardy vzdělání v sociální práci a vydávání časopisu Sociální práce. ASVSP také poskytuje svým členům konzultace. Cílem konzultací je například udržení kontaktů mezi školami a učiteli sociální práce, varování škol před problémy, které mohou nastat v jejich práci a zprostředkování jim zkušeností jak českých, tak i zahraničních škol, sociálních pracovníků a zaměstnavatelů. Zlepšení podmínek vzdělávání se snaží dosáhnout i organizováním nadačních činností, snaží se vyjednávat se zaměstnavateli sociálních pracovníků. Pořádají koordinační a odborné semináře, snaží se jednat s orgány státní správy, vytváří odborné expertizy a projekty, které zaměřují na vzdělání sociálních pracovníků.

## Minimální standardy
Minimální standardy začaly vnikat v roce 1993 a dále se vyvíjí v reakci na změny a kritiku nebo připomínky od škol, které jsou zainteresované a formulují své představy. ASVP požaduje po svých řádných členech, aby zavedli obecné disciplíny jako filozofii, etiku, úvod do sociologie, úvod do psychologie, metody a teorie sociální práce, odborné praxe, supervize, metody a techniky sociálního výzkumu, úvod do právní teorie a praxe, sociální politiku, zdraví a nemoc, menšinové skupiny a sociální patologii.

## Členství
Řádným členem se stává vzdělávací instituce, která zajišťuje minimálně tříleté pomaturitní studium nebo další vzdělání v oboru sociální práce a dosahuje minimálních standardů školního nebo dalšího vzdělání sociálních pracovníků.
Mimořádný člen je instituce, která zabezpečuje vzdělání sociální práce, ale podmínky pro členství splňuje pouze částečně. To znamená, že její studijní program až na jednotlivé nedostatky odpovídá minimálnímu standardu a instituce se uchází o dosažení podmínek řádného členství a chce spolupracovat s členy ASVSP.
Přidružený člen je instituce, která poskytuje vzdělání v oboru sociální práce, nesplňuje podmínky pro řádné nebo mimořádné členství a má zájem o spolupráci se členy ASVSP.
Čestným členem je fyzická osoba, která se podílela na činnosti ASVSP nebo jiným způsobem se zasloužila o realizaci cílů ASVSP.

### Řádní členové
- Masarykova universita, Katedra sociální politiky a sociální práce Fakulty sociálních studií, obor Sociální politika a sociální práce
- Vyšší odborná škola sociální a teologická – Dorkas, Olomouc, obor Sociální a diakonická práce
- Ostravská universita, Fakulta sociálních studií, obor Sociální práce
- Vyšší odborná škola sociálně právní, obor Sociální práce
- Jabok – Vyšší odborná škola sociálně pedagogická a teologická, obor Sociální pedagogika a teologie
- Vyšší odborná škola pedagogická a sociální, obor Sociální pedagogika
- Vyšší odborná škola sociální, obor Sociální práce a sociální pedagogika
- Vyšší odborná škola sociální Prachatice, obor Sociální práce
- Evangelická akademie, Vyšší odborná škola sociálně právní, obor Sociálně právní činnost
- Soukromá vyšší odborná škola sociální Jihlava, obor Sociální práce
- CARITAS – Vyšší odborná škola sociální Olomouc, obory Charitativní a sociální práce, Sociální a humanitární práce
- Obchodní akademie, střední odborná škola knihovnická a vyšší odborná škola Brno Sociální práce
- Vyšší odborná škola a Střední škola technická Česká Třebová, obor Sociální práce
- Evangelická akademie – Vyšší odborná škola sociální práce a střední odborná škola, obor Sociální práce
- Jihočeská universita v Českých Budějovicích, Zdravotně sociální fakulta, obor Rehabilitační – psychosociální péče o postižené děti, dospělé a seniory
- Universita Palackého, Katedra sociologie, andragogiky a kulturní antropologie FF, obor Sociální práce
- Univerzita Hradec Králové, Ústav sociální práce
- Vyšší odborná škola ekonomická, sociální a zdravotnická, Obchodní akademie, Střední pedagogická škola a Střední zdravotnická škola Most
- Jihočeská universita v Českých Budějovicích, Teologická fakulta, Sociální a charitativní práce
- Technická univerzita v Liberci, Fakulta přírodovědně-humanitní a pedagogická, Katedra sociálních studií a speciální pedagogiky
- SPŠE a Vyšší odborná škola Pardubice, obor Sociální práce
- Střední škola sociální „PERSPEKTIVA“ a Vyšší odborná škola s.r.o., obor Sociální práce
- Evangelikální teologický seminář, Vyšší odborná škola teologická a sociální, studijní program teologická a pastorační činnost
- Universita Palackého v Olomouci, Katedra křesťanské sociální práce CMTF, obory Charitativní a sociální práce, Mezinárodní sociální a humanitární práce
- Universita Jana Evangelisty Purkyně, Katedra sociální práce ESF
- Universita Pardubice, Fakulta zdravotnických studií, st. program. zdr. soc. péče, obor zdravotně sociální pracovník
- Pražská vysoká škola psychosociálních studií, s.r.o.
- Univerzita Tomáše Bati ve Zlíně, Ústav zdravotnických věd, obor Zdravotně sociální pracovník[5]

### Mimořádné členství
- Universita Karlova, Katedra sociální práce FF, obor Sociální práce[5]

### Přidružení členové
- Ústav veřejné správy a regionální politiky, Slezská universita v Opavě, Fakulta veřejných politik
- Vyšší odborná škola, střední odborná škola a základní škola MILLS, s.r.o., obor Sociální práce
- Universita Karlova, Husitská teologická fakulta, Katedra psychosociálních věd a etiky, obor Sociální a charitativní práce
- Vyšší odborná škola územně-správní a jazyková škola s právem státní jazykové zkoušky, s.r.o.
- Universita Karlova, Evangelická teologická fakulta, katedra pastorační a sociální práce, studijní program Pastorační a sociální práce
- Universita Palackého, Ústav pedagogiky a sociálních studií, Pedagogická fakulta, obor Pedagogika – Sociální práce[5]